# Monte Faggiola
Il monte Faggiola è un monte dell'Appennino tosco-romagnolo di 1.031 metri d'altitudine. È situato sul crinale di separazione fra l'Appennino imolese e l'Appennino faentino.
Amministrativamente, il monte è compreso nel comune di Palazzuolo sul Senio, in provincia di Firenze. La vetta è situata a circa 4 km dal confine con la regione Emilia-Romagna. Il monte Faggiola è la cima più alta di un complesso montuoso di cui fanno parte:
- monte Faggiola (1031 m);
- monte Macchia dei Cani (968 m);
- monte Castellaccio (833 m);
- monte della Croce (733 m), situato nella provincia di Bologna.

Ai piedi del monte Faggiola, presso il passo del Paretaio, è posto il punto di arrivo della camminata storica rievocativa che annualmente si svolge a inizio giugno con partenza da Imola lungo un percorso di circa 40 km che ripercorre i sentieri usati dalle staffette partigiane della 36ª Brigata Garibaldi.